# Jozef Gutkaiss

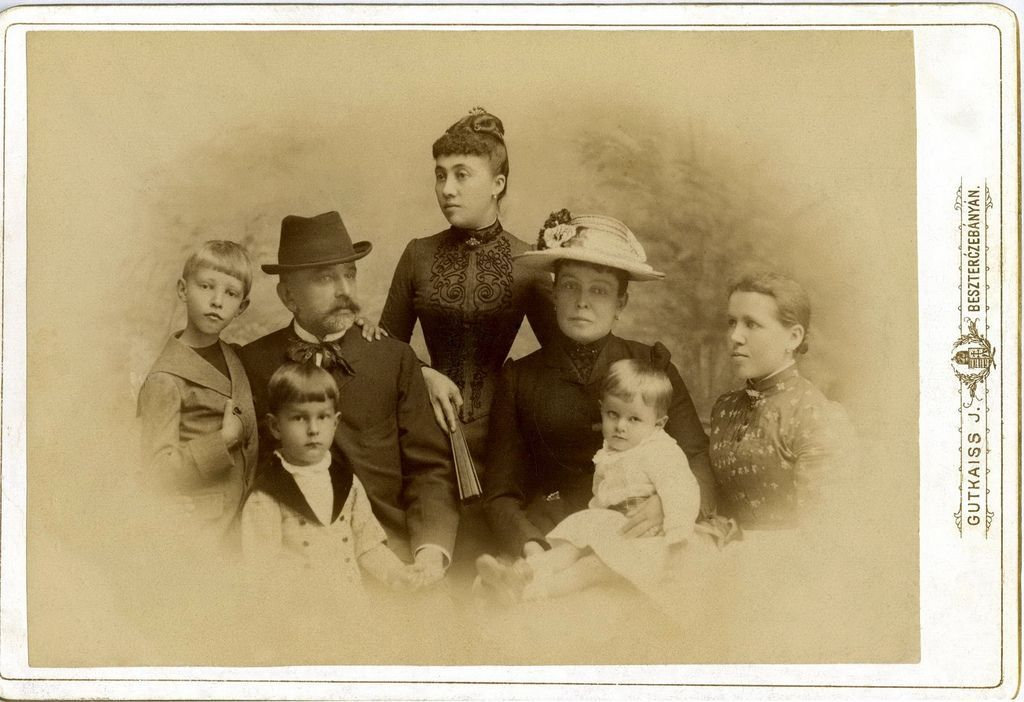
Rodinný studiový portrét

Jozef Gutkaiss (březen 1834 Linz, Rakousko – po 1913 USA, New Jersey) byl slovenský fotograf narozený v Rakousku. Působil jako fotograf v Banské Bystrici (od začátku 80. let 19. století do přelomu 20. století). Věnoval se motivům každodenního života a dokumentaci pohronských průmyslových podniků nebo krojovaným postavám ze středního Slovenska. Známý je jeho Týdenní trh v Banské Bystrici.

## Životopis
Jozef Gutkaiss se narodil 1. března 1834 v rakouském městečku Margarethen am Moos u Lince. Jako čtrnáctiletý začal navštěvovat vojenskou školu a v letech 1848–1863 narukoval do armády. O rok později se jako třicetiletý usadil v italském městě Bolzano. V letech 1865–1870 žil ve švýcarském Basileji, kde tvořil v městské části Klein-Basel na Klara Strasse 34 a patřil k prvním fotografům města. V Basileji, později i v Badenu provozoval fotografický ateliér s názvem Frau Gutkaiss. Na zadní straně svých fotografií pravidelně uváděl údaj: Photographie von Jos. Gutkaiss, Klarastr. 34, Basel + Baden, Ct. Aargau. Kde se v Badenu nacházel jeho fotoateliér není známo. Gutkaiss je však dodnes ve Švýcarsku považován za průkopníka fotografie a podle encyklopedické informace „je jedním z prvních průkopníků v oblasti fotografie v Badenu“. Na zachovaných kolekcích fotografií jsou zachyceny většinou osobnosti města. Státní archiv města Badenu udává v roce 1868 první registrovány místo bydliště Josefa Gutkaissa právě město Baden. Gutkaiss se 9. března 1869 oženil s 22letou Salome Weiss, která pocházela ze švýcarského městečka Glarus, kde se narodila v roce 1847. Salome byla prý vždy milá, milující, chápavá a usměvavá. První společné roky strávili manželé ve městě Glarus, kde si Jozef otevřel fotosalón. Na zadní straně svých fotografií od té doby uváděl autorizační údaj: Josef Gutkaiss-Glarusbeim Glarnehof. Fotografoval většinou portréty, rodiny, děti a známá je jeho fotografie Čtyř dětí.

### Ze Švýcarska do Banské Bystrice
V roce 1864 přišel Jozef Gutkaiss do Banské Bystrice. Není známo, co ho do města přivedlo, ale víme, že jeho život zde byl naplněn rodinným štěstím a do manželství se v průběhu 11 let narodily čtyři děti. Při narození první dcery Kateřiny Janky (3. února 1882 a křtu 1. března) bydlel v domě č. 372 na rohu Krížné uličky naproti župnímu domu. Při narození druhé dcery Marie Boženy (25. ledna 1884 a křtu 21. února) již bydlel na Dolní ulici č. 77 (dnes č. 34). Třetí dcera Malvína Helena přišla na svět v září roku 1885 a v domě na Dolní ulici č. 84 (dnes č. 20) a pokřtěna byla 7. října. Malvína Helena zemřela ještě v kojeneckém věku 12. ledna 1886. Všem třem dcerám byli kmotry učitel Andrej Droba s manželkou Boženou bydlícím blízko nich, nejprve v domě na nynějším č. 32 a později na č. 24. Záznam o narození syna Kalmana je z 3. března v roce 1893. Křtěn byl 5. března. V matričním zápisu je zapsán jako nemanželské dítě a jméno matky je Maria Majer, vedená jako svobodná matka. Manželé Gutkaissovi nebyly stejné konfese, Josef byl římský katolík, manželka Salome Weisz byla evangelická helvétského vyznání (kalvinistka), proto byly jejich dcery křtěny v evangelickém kostele.

## Dílo
Ze záběrů města a okolí jsou známé zejména Hradní areál a oprava věže z roku 1886, Dolná ulica kolem roku 1880, Dolné hrable v Radvani kolem roku 1880, nebo Mestský bitúnok postaven v roce 1886. Z významných osobností jsou to evangelický kněz, básník, publicista a překladatel Andrej Sládkovič (1820–1872), slovenský národnokulturní pracovník Ludvík Bohdan Grossmann (1818–1890), národní buditel, evangelický kněz, básník, jazykovědec Michal Miloslav Hodža (1811–1870) nebo sběratel slovenských lidových písní a pedagog Emil Bohuslav Laciak (1852–1891 USA). Díky Josefu Gutkaissovi se zachovaly nádherné fotografie interiéru Radvanského zámečku: Velká jídelna, nebo Rákoczyho síň, jakož i portréty barona Antona Radvanského (1807–1882), zemského hodnostáře, statkáře a jeho syna Jana Radvanského (1854–1899), zemského hodnostáře a statkáře.

## Ateliéry
Koncem roku 1870 si otevřel pobočku ve Zvolenu a v roce 1881 filiálku ve vyhlášených lázních Korytnica. Vilu, ve které fotoateliér provozoval, nazval podle země, kde vyrůstal – Swiss Villa. Fotoobjektivem zvěčnil lázeňské hosty, nádhernou přírodu i gejzír, který mu připomínal milovanou Ženevu. V roce 1884 přibyla i filiálka v Kežmarku a další zmínky o jeho pobočkách jsou i v městech Banská Štiavnica, Dolný Kubín a Spišská Nová Ves. Poslední roky Gutkaissova působení v Banské Bystrici jsou zahaleny tajemstvím. Není přesně známo, kdy z města odešel. Jeho další životní osudy vedou do USA, kam pravděpodobně odešel s vlnou emigrace. V roce 1904 odjela z Brém lodí do USA i jeho manželka Salome, která tam v roce 1924 zemřela. Poslední, zatím neověřený údaj, je doklad jeho smrti. Podle něj Jozef Gutkaiss zemřel 4. dubna 1913 v USA.